# Skweee
Skweee ist ein aus Schweden und Finnland stammendes Genre der elektronischen Musik. Skweee vereint einfache Synth-Loops und Bass-Linien mit Funk, R&B oder Soul-ähnlichen Rhythmen. Die Songs sind meist instrumental. Der Name Skweee wurde von Daniel Savio, einem der Pioniere dieses Stils, geprägt. Er bezieht sich auf die Verwendung alter Synthesizer, aus denen möglichst viel „herausgequetscht“ (to squeeze out) werden sollte.
Blogs wie Skweeelicious spielen eine wichtige Rolle bei der Verbreitung der Musik, führende Plattenfirmen sind Flogsta Danshall und Harmönia.